# Ludwig von Mises
Ludwig Heinrich Edler von Mises (Leópolis; 29 de septiembre de 1881-Nueva York, 10 de octubre de 1973) fue un economista austriaco de origen judío, historiador, filósofo y escritor liberal clásico que tuvo una influencia significativa en la escuela austriaca de economía y el moderno movimiento libertario. 
Planteó lo perjudicial del poder e intervención gubernamentales en la economía que, según su teoría, por lo general llevan a un resultado distinto al natural y por esto muchas veces perjudicial para la sociedad, ya que generan caos en el largo plazo.

## Vida

### Juventud
Nació en Leópolis, capital de Galicia en el antiguo Imperio austrohúngaro (actualmente Ucrania) hijo de Arthur von Mises (ingeniero de ferrocarriles y funcionario público) y Adele Landau von Mises. Su hermano menor, Richard von Mises fue un célebre físico. La familia Mises se mudó a Viena siendo Ludwig niño. En 1892 ingresó en el Akademisches Gymnasium, donde recibió una formación humanista. Fue compañero de Hans Kelsen. Desde temprana edad Mises se interesó por la historia y la política. [cita requerida]Después de graduarse en 1900, comenzó estudios de derecho y administración pública en la Universidad de Viena.

### Educación universitaria e influencias
Bajo la dirección de Carl Grünberg, Mises comenzó siendo un exponente de la llamada Escuela Histórica de Administración Pública, que daba mayor importancia a la búsqueda de datos que al análisis teórico. Pero en otoño de 1903 leyó la obra Principios de Economía Política de Carl Menger, texto fundador de la escuela económica austríaca. El libro le llevó a buscar un enfoque más teórico, y en los años sucesivos profundizó sus estudios de teoría económica, especialmente en el seminario de Eugen von Böhm-Bawerk, exministro de Hacienda y prócer de la Escuela Austríaca.

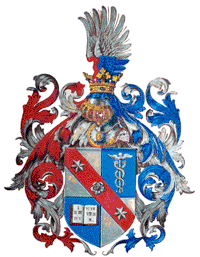
Armas de la familia Mises, concedidas a Mayer Rachmiel Mises en 1881 por Francisco José I.

Mises se graduó en febrero de 1906. Ingresó como funcionario en el Ministerio de Hacienda austríaco, pero después de unos pocos meses abandonó harto de la excesiva burocracia. Durante los dos años siguientes trabajó como pasante en un bufete y dio clases de economía. En 1909, empezó a trabajar en la Cámara de Comercio e Industria de Viena, donde permaneció los siguientes veinticinco años. La Cámara era una organización cuasiestatal y a través de sus publicaciones Mises ejerció una influencia considerable en la política austríaca.
En 1912 publicó La teoría del dinero y el crédito, obra en la que aplicaba la teoría de valor de Carl Menger al dinero y presentaba una nueva teoría de la coyuntura económica en la que las crisis eran provocadas por la distribución inadecuada de los recursos debido a la inflación. Demostró que la cantidad de dinero en la economía no era neutral y que su aumento tenía efectos redistributivos.
Durante la Primera Guerra Mundial sirvió como oficial en la artillería austrohúngara y fue asesor económico en el Ministerio de la Guerra. Sus experiencias bélicas le sirvieron para desarrollar sus teorías sobre el intervencionismo estatal.[cita requerida] El último año de la guerra recibió el prestigioso nombramiento de profesor extraordinario en la Universidad de Viena.
Después de la guerra participó como adjunto en el gobierno austríaco ocupándose de asuntos financieros con el extranjero. También escribió un libro explicando el colapso del Imperio austrohúngaro. En Nación, Estado y Economía (1919) afirmaba que el imperialismo germano era consecuencia de la aplicación del poder del Estado para resolver los problemas de las comunidades multiculturales de Alemania y Austria.
Posteriormente publica Socialismo: un análisis económico y sociológico (1922) donde afirmó que el sistema comunista no podía ser eficiente ya que le faltaba el mecanismo de precios que hacía que la distribución de los recursos fuera la adecuada, como sucedía en el sistema capitalista. Este libro tuvo gran influencia muchos años después (debido a las dificultades que tuvo su difusión y su tardía traducción al inglés) al advertir y predecir con mucha antelación el fracaso del socialismo evitando valoraciones éticas y morales.
Durante los años veinte, desde su puesto, Mises luchó con éxito contra la inflación y utilizó su influencia para imponer las reformas monetarias y financieras que experimentó Austria en 1922. No pudo impedir, no obstante, el constante aumento de la reglamentación estatal que, en su opinión, dilapidaba la hacienda pública. Esto le llevó a postular la teoría de que el intervencionismo estatal era totalmente contraproducente. Excluyó como soluciones las posibles terceras vías y defendió el laissez-faire como único remedio. En 1927, publicó una concisa presentación de su política filosófica utilitaria en El liberalismo.
A finales de los años veinte publicó una serie de artículos sobre el carácter epistemológico de la ciencia económica. Mises afirmó que la ciencia económica no podía ser refutada ni comprobada a través de los datos observables. La economía era una ciencia en la que predominaban los juicios a priori al igual que las matemáticas, la lógica o la geometría. No obstante, opinaba que la economía era parte de una ciencia social más amplia, la praxeología. 
En 1934 deja Austria y se traslada a Ginebra para empezar un nuevo periodo docente. Desde entonces y hasta 1940 se haría cargo de la cátedra de Relaciones económicas internacionales en la Universidad de Ginebra. Durante esos años fue asesor del canciller austrofascista Engelbert Dollfuss, e hizo su tesis doctoral sobre él.
En 1940 tuvo que huir de Europa por temor a ser apresado por los nazis. Se instaló en Nueva York y se naturalizó estadounidense en 1946. A partir de 1945 fue profesor visitante en la Universidad de Nueva York hasta 1969, sin llegar nunca a adquirir una plaza interina dentro de esta institución. Fue en esta época cuando retoma la investigación económica y publica La acción humana (1949).

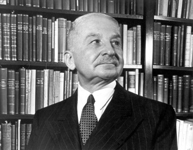
Mises en su biblioteca.

### Libertarismo
Mises fue, con su renovación del liberalismo clásico a través de la Escuela Austriaca de Economía, uno de los principales mentores espirituales del libertarismo y su obra La acción humana (1949) ejerció gran influencia en intelectuales de raigambre austríaca como Friedrich Hayek, Murray Rothbard, Hans Sennholz, George Reisman, Ralph Raico, Leonard Liggio, Tibor Machan, Peter Boettke, Roger Garrison, Manuel Ayau y Joseph Keckeissen. Pero también fue vital para economistas no pertenecientes a su escuela (la mayoría de ellos Premios Nobel) y pensadores de muy diferentes áreas: Max Weber, Joseph Schumpeter, Oskar Lange, Henry Simons, Lionel Robbins, Maurice Allais, Milton Friedman, John Hicks y la lista sigue hasta el actual economista experimental Vernon Smith entre tantos otros. Von Mises murió en 1973 en el hospital St. Vincent de Nueva York.

### Aportes

#### Praxeología
La praxeología es para Mises el método para estudiar las ciencias sociales; siendo el equivalente su estudio al de las ciencias experimentales pero sin la capacidad de realizar experimentos. La praxeología hace referencia al estudio de cómo la mente humana estructura el pensamiento de modo que, conociendo dicha estructura, podemos deducir a priori los postulados que guían las decisiones individuales de cada sujeto. Este método sería similar al usado en matemáticas y en lógica. Para Mises no es posible un estudio a través de la experiencia por la imposibilidad de que existan constantes en las relaciones entre variables. En la obra La acción humana, Mises critica el método matemático y la observación de datos como estudio de la economía, de hecho, considera que dichos métodos pueden ser usados en el análisis de la historia económica, pero no son válidos para entender o predecir el comportamiento humano. Ello se debe a que las simplificaciones y los problemas técnicos en la recogida de datos modifican de tal modo la relación entre las variables que puede alterar la relación y causalidad que, a priori y basándonos en hipótesis deductivas, persigue el ser humano para alcanzar su fin. Dicho de otro modo, todo estudio de la economía a través de datos empíricos es un estudio de hechos pasados y por tanto no sirve para deducir una pauta de comportamiento en los individuos.
Dentro del enfoque praxeológico, las hipótesis que se realizan sobre la acción humana llevan vinculadas factores como el valor de la operación, la riqueza, los términos de intercambio, precios y costes y también su valoración subjetiva ligada a la escala valorativa del sujeto, importancia relativa, escasez, etc. De este modo puede extraerse una acción humana que corresponda de forma racional a la maximización del sujeto de su bienestar individual. La consecuencia de aplicar este sistema a las ciencias sociales es que el estudio de la “economía” no solo mide las relaciones humanas mesurables, sino aquellas que no pueden medirse en términos monetarios, pero presentan relaciones de intercambio, siendo dicho conjunto conocido como “acción humana” y representando este concepto un tramo de acción acotado, que posteriormente formando fenómenos complejos sea el que defina el comportamiento del individuo. Este conjunto nuevo de conocimiento abarca todas las disciplinas de las ciencias sociales, similar a la sociología pero sin el carácter historicista que Mises le atribuye a esta última.
Otra consecuencia es que para la Escuela Austriaca, todas las demostraciones empíricas no sirven para nada, ya que se basan en el estudio de datos, pero esta relación puede cambiar. Mises no contempla una categoría de ciencia donde sus leyes sean mutables y por ello todos los axiomas demostrados matemáticamente no tienen la consideración de economía, en todo caso podría considerarse estudio de la historia económica. El autor considera que las acciones extraídas de la praxeología son inmutables y por tanto leyes humanas y que dichas leyes humanas no dependen del tiempo ni de otros factores, por lo que pueden observarse o no dentro de la realidad y del estudio de datos dependiendo de la complejidad de los fenómenos.

#### Teoría austriaca del ciclo económico
La teoría austriaca del ciclo económico hace énfasis en que toda producción requiere tiempo. También transcurre tiempo entre el inicio de la producción y el consumo, por lo que se hace evidente la importancia que estos autores le daban al ahorro en relación con el tiempo en el que se invierte y la duración de dicha inversión. Esta relación será crucial en la forma en que los tipos de interés provocan cambios en la estructura de consumo de bienes de consumo frente a bienes de capital. Este ahorro procede de los ingresos no gastados de los agentes y, a través de los bancos, financia el proceso empresarial. Esta relación puede ser modificada por la autoridad monetaria con el fin de aumentar la actividad económica, produce una disminución del tipo de interés, lo que a priori consigue su objetivo. Sin embargo, esa nueva actividad económica financiada con bajos tipos de interés son realmente actividades que no se llevarían a cabo en situaciones normales; son actividades especulativas y que generan poco o ningún valor añadido.
Esta nueva situación solo puede mantenerse en el tiempo si se mantienen los tipos de interés anormalmente bajos, lo que conduciría a una situación cada vez más complicada ya que nuevos recursos irán a parar a estas actividades especulativas. Por otro lado, si cesa la política de tipos de interés bajo, se producirá una pérdida de valor debido a que no es posible retirar todos los recursos asignados a los sectores poco productivos. 
Otro efecto producido por el aumento de la oferta monetaria es el aumento de la inflación, que cambia la relación entre los bienes de inversión y de consumo y añade problemas al sostenimiento de la política de tipos de interés bajo.

#### Teoría del valor
La teoría austriaca del dinero se presenta en la obra Teoría del dinero y del crédito (1912). A partir de las aportaciones de Menger sobre la utilidad marginal, Mises aplica un modelo de oferta y demanda para explicar el origen del valor del dinero. El elemento central que compone la teoría del valor misiana es que el cambio objetivo (poder adquisitivo) del dinero es el que genera las peculiaridades que tiene, ya que sin capacidad de poder adquisitivo no se haría uso del dinero. Es este elemento el determinante de la demanda y dependerá del valor subjetivo que cada ciudadano tenga del dinero. 
Por otro lado, el valor subjetivo de cada individuo depende del valor subjetivo del resto de bienes económicos en relación con el dinero. Para los autores austríacos estos dos tipos de valores están relacionados con el teorema de la regresión monetaria.
La demanda de dinero en el día “D” se basa en el poder adquisitivo que poseía en el día “D-1”. Este mismo poder adquisitivo surge por la intersección de la oferta del dinero en el día “D-1” y su demanda que, basándonos en el valor subjetivo de los individuos, situamos nuevamente en el valor determinado por el poder adquisitivo un día antes, en el día “D-2”. Esta regresión puede desarrollarse ad infinitum pero carecería entonces de sentido. Para el autor, esta dinámica empieza en el momento en el que el oro se usaba únicamente como bien, pero su uso como medio de cambio (en palabras misianas su valor de cambio objetivo) aún no existía. En el momento en el que en un pequeño grupo se estandariza el uso de oro como medio de cambio para evitar la ineficiencia de los intercambios del trueque, este posee ya valor de cambio objetivo y nace la dinámica de mercado que produce que este medio se extienda en el resto de regiones.
En cuanto a la oferta monetaria de este sistema, para Mises debe estar basada en el patrón oro. Dado que el valor que posee el dinero está basado en una cantidad de oro, este valor no se devalúa.
Otra característica que define a la escuela austriaca es que no aceptan la existencia de un término que resuma el sistema general de precios. Para los autores de esta escuela, los precios de todos los bienes, incluido el dinero, se puede expresar en infinidad de relaciones de intercambio respecto al resto de bienes que dependen del valor subjetivo que otorgue cada individuo a dichos bienes. De este modo, cualquier “resumen” de los precios en un solo valor o conjunto de valores únicamente hace desaparecer los matices generados por un fenómeno complejo en la determinación de precios por un valor más comprensible pero carente de importancia.

#### Cálculo económico
Con la publicación de El cálculo económico en la comunidad socialista (1920), Mises empieza una crítica al sistema socialista que complementa su animadversión por la intervención estatal. La tesis principal presentada en esta obra es que en un sistema donde los precios muestran una limitada relación de intercambio, la información que aporta a los agentes es también limitada.
En una economía libre, el cálculo monetario permite apreciar a los agentes las potencialidades económicas. En una economía donde la única fuente de rentabilidad es satisfacer las necesidades del consumidor, los empresarios buscaran cubrir dichas necesidades de la manera más barata posible, garantizando la eficiencia y el progreso. Si el Estado interviene en la economía, incentiva procesos productivos ineficientes y modifica la relación entre precios relativos y la utilidad relativa que obtienen los agentes económicos.
En una economía socialista los precios no solo perjudican al mercado de bienes de consumo, donde las preferencias individuales son modificadas como hemos comentado por la intervención estatal, sino que los medios de producción y el mercado de bienes de producción óptimos para producir el bien final deseado no se realiza por el proceso de mercado y por tanto, no se conocerá la eficiencia de dichos métodos.
En resumidas cuentas, el desconocimiento de los agentes de los costes que suponen sus acciones lleva a que la producción y el intercambio se realicen sobre la base de criterios no económicos y por tantos ineficientes.
Desde el punto de vista de la política monetaria, los órganos gubernamentales tienen a incentivar la economía mediante tipos de interés bajos, lo que provoca inversiones improductivas y conduce a una situación que se desarrolla en la “Teoría austriaca del ciclo económico”.

#### Otras contribuciones e ideas
Ludwig von Mises publicó a lo largo de su vida más de doscientos ensayos en los que trató diversos temas, como la aplicación del método positivo en economía, el estatismo y la educación. 
Una de las aportaciones más destacables es su negativa a aceptar el equilibrio general de los clásicos y los neoclásicos (tomando como referencia el modelo de Walras). En economía es imposible determinar un equilibrio general donde todas las variables puedan determinarse de forma simultánea. Para Mises el protagonista de la economía es el emprendedor, de manera que tendrá éxito siempre que los precios generados en el mercado cubran sus pérdidas, de este modo irán arruinándose los empresarios menos competitivos favoreciendo la innovación y el progreso. Todo este proceso de mercado hace que los condicionantes de la oferta y de la demanda produzcan cambios en el mercado de forma continua, por lo que un modelo estático no puede plasmar la realidad.

## Obras
Selección de alguna de sus obras:

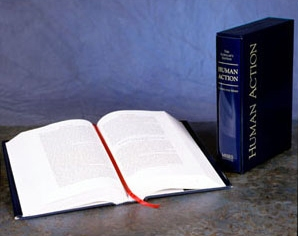
Dos ediciones de La acción humana del Mises Institute.

- Teoría del dinero y del crédito (1912)
- Socialismo: un análisis económico y sociológico (1922)
- Liberalismo (1927)
- Crítica del intervencionismo (1929)
- Problemas epistemológicos de la economía (1933)
- Gobierno omnipotente: El ascenso del estado total y la guerra total (1944)
- Burocracia (1944)[8]
- La acción humana (1949)
  - precedida por Nationalökonomie (1940)
- Teoría e historia (1957)
- El fundamento último de la ciencia económica (1962)